# Annie Mazaud
Annie Mazaud es una deportista francesa que compitió en judo. Ganó una medalla de plata en el Campeonato Europeo de Judo de 1977 en la categoría de –48 kg.

## Palmarés internacional
| Campeonato Europeo | Campeonato Europeo | Campeonato Europeo | Campeonato Europeo |
| Año                | Lugar              | Medalla            | Categoría          |
| ------------------ | ------------------ | ------------------ | ------------------ |
| 1977               | Arlon (Bélgica)    | Medalla de plata   | –48 kg             |